# ثوم ظاهر الأسدية
الثوم ظاهر الأسدية (باللاتينية: Allium phanerantherum) نوع نباتي عشبي يتبع جنس الثوم من الفصيلة الثومية.

## الموئل والانتشار
النبات واطن في بلاد الشام وتركيا.